# Основа Треґера

Основа Треґера

Synthesis of Tröger's base from p-toluidine and DMSO

Основа Треґера (англ. Tröger's base) — оптично активна діазанова місткова сполука, хіральність якої зберігається за рахунок стерично забороненої пірамідальної інверсії в містковій циклічній ланці >N–СH2–N<.